# Lista de castelos da Escócia
Esta é uma lista de castelos da Escócia presentes na wikipédia lusófona, ordenada por comunidades para melhor conveniência.

## Aberdeenshire
.
- Castelo Abergeldie
- Castelo Balquhain
- Castelo Birse
- Castelo Bognie
- Castelo Corgarff
- Castelo Craigston
- Castelo de Aberdeen
- Castelo de Balmoral
- Castelo de Banff
- Castelo de Braemar
- Castelo de Cairnbulg
- Castelo de Craigievar
- Castelo de Crathes
- Castelo de Dunnottar
- Castelo de Fetteresso
- Castelo de Findlater
- Castelo de Fyvie
- Castelo de Glenbuchat
- Castelo de Huntly
- Castelo Inverallochy
- Castelo de Kildrummy
- Castelo de Leslie
- Castelo de Lonmay
- Castelo de Park (Aberdeenshire)
- Castelo de Pitsligo
- Castelo de Rattray
- Castelo Delgatie
- Castelo Drum
- Castelo Drumtochty
- Castelo Dundarg
- Castelo Dunnideer
- Castelo Eden
- Castelo Esslemont
- Castelo Fedderate
- Castelo Forbes
- Castelo Fraser
- Castelo Inverugie
- Castelo Kindrochit
- Castelo Kinnairdy
- Castelo Knock
- Castelo Knockhall
- Castelo Lauriston
- Castelo Slains
- Castelo Newe
- Castelo Old Slains
- Castelo Pittulie
- Castelo Ravenscraig (Aberdeenshire)
- Castelo Terpersie
- Castelo Tolquhon
- Castelo Westhall
- Fasque House
- Invercauld House
- Kincardine House
- Muchalls Castle

## Angus

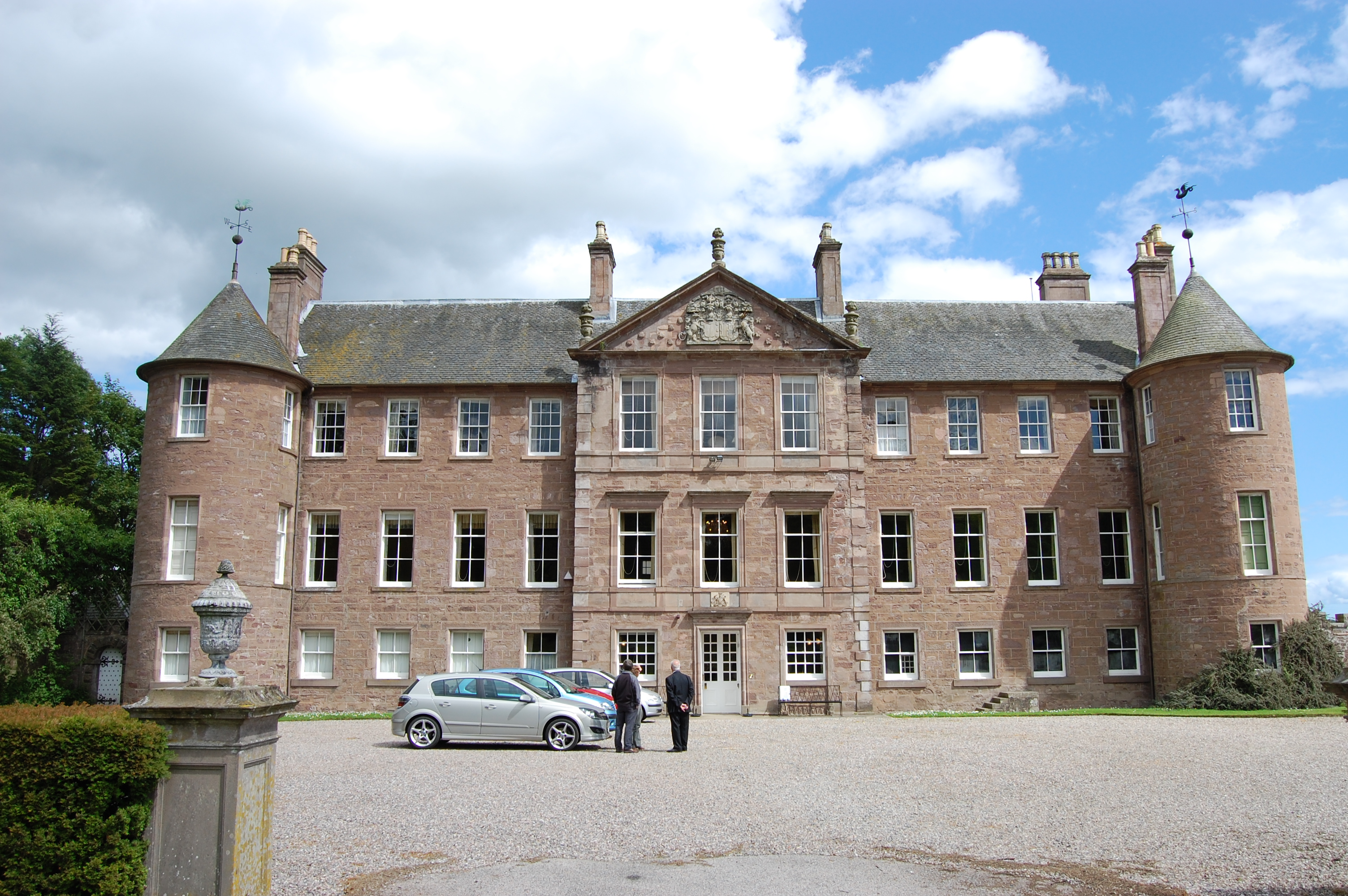
Castelo de Brechin.

- Castelo Affleck
- Castelo Careston
- Castelo Colliston
- Castelo de Airlie
- Castelo de Balfour
- Castelo de Ballumbie
- Castelo de Brechin
- Castelo de Cortachy
- Castelo de Edzell
- Castelo de Farnell
- Castelo de Finavon
- Castelo de Forfar
- Castelo de Glamis
- Castelo de Guthrie
- Castelo Ethie
- Castelo Hatton
- Castelo Invermark
- Castelo Inverquharity
- Castelo Kinnaird
- Castelo Melgund
- Castelo Red

## Argyll and Bute

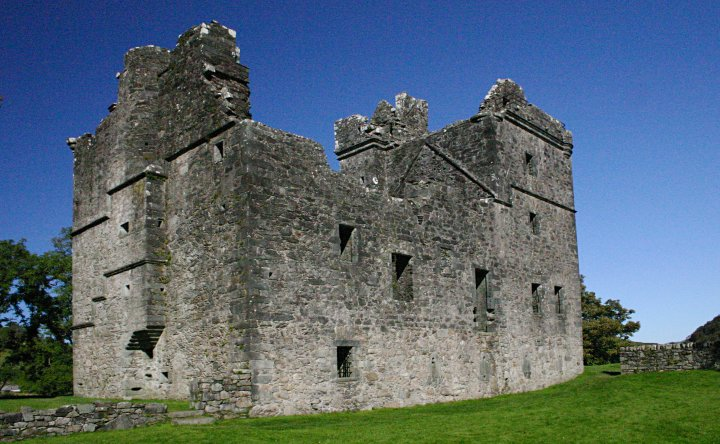
Castelo Carnasserie.

- Casa Ardpatrick
- Castelo Achallader
- Castelo Ardencaple
- Castelo Aros
- Castelo Carnasserie
- Castelo Carrick
- Castelo Claig
- Castelo Craignish
- Castelo de Barcaldine
- Castelo de Calgary
- Castelo de Dunderave
- Castelo de Inveraray
- Castelo de Kilmartin
- Castelo de Rothesay
- Castelo de Saddell
- Castelo de Skipness
- Castelo de Tarbert
- Castelo de Torrisdale
- Castelo Duart
- Castelo Dunans
- Castelo Dunaverty
- Castelo Dunollie
- Castelo Dunstaffnage
- Castelo Duntrune
- Castelo Dunyvaig
- Castelo Fincharn
- Castelo Glengorm
- Castelo Gylen
- Castelo Innes Chonnel
- Castelo Kames
- Castelo Kilchurn
- Castelo Kilmahew
- Castelo Kilmory
- Castelo Lachlan
- Castelo Minard
- Castelo Moy
- Castelo Old Lachlan
- Castelo Stalker
- Castelo Sween
- Castelo Torosay
- Castelo Toward

## Clackmannanshire

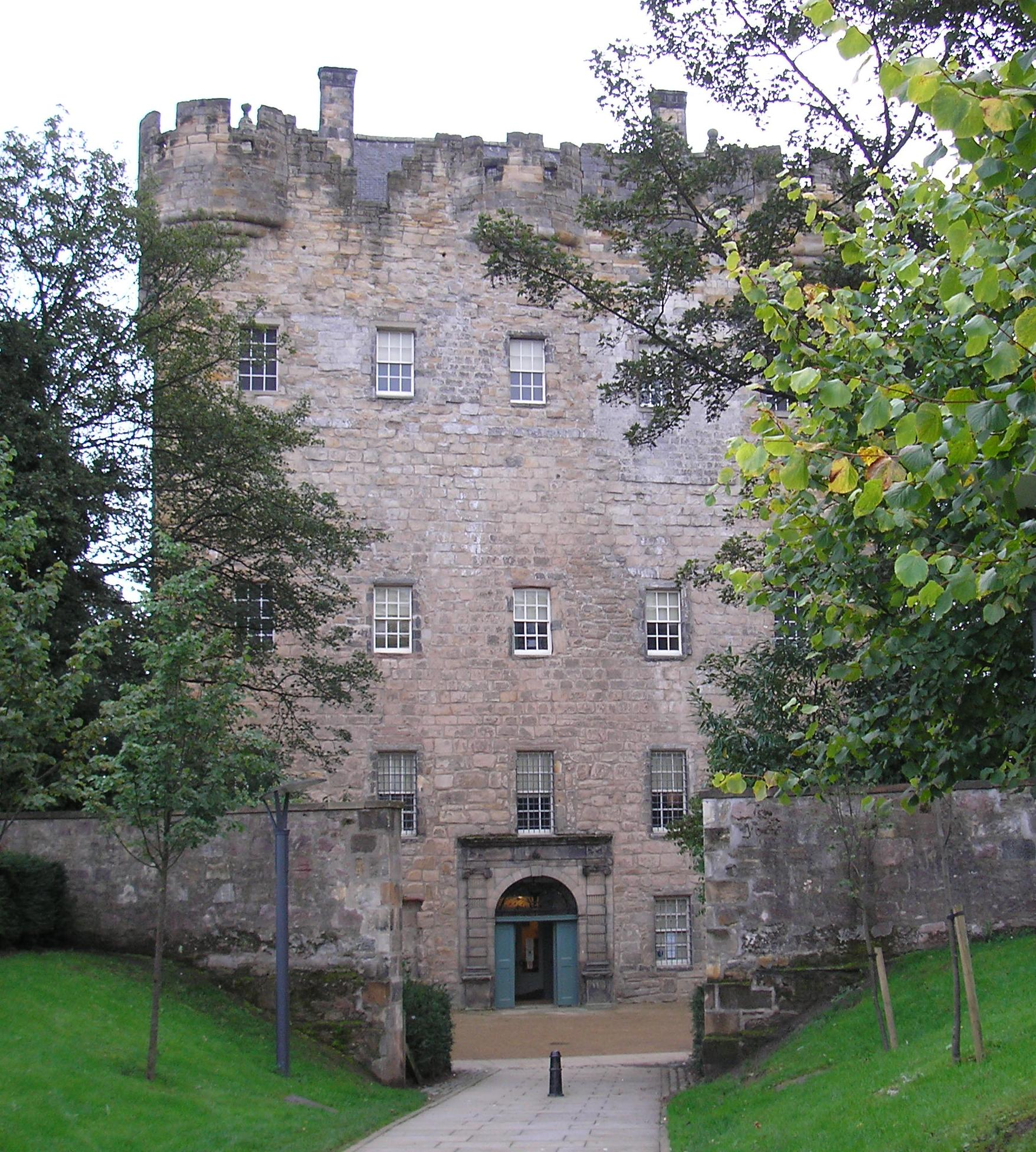
Torre de Alloa.

- Castelo Broomhall
- Castelo Campbell
- Castelo de Menstrie
- Torre de Alloa
- Torre de Clackmannan
- Torre Sauchie

## Dumfries and Galloway

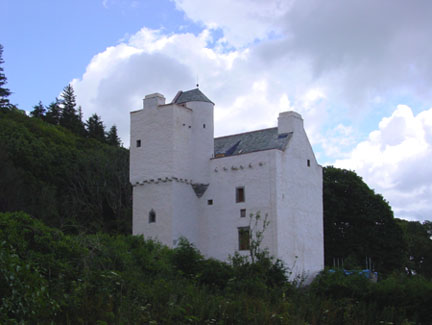
Castelo Barholm.

- Casa Kinnelhead Bastle
- Castelo Auchen
- Castelo Auchenskeoch
- Castelo Baldoon
- Castelo Barclosh
- Castelo Barholm
- Castelo Barscobe
- Castelo Caerlaverock
- Castelo Cardoness
- Castelo Carsluith
- Castelo Corra
- Castelo Cruggleton
- Castelo Cumstoun
- Castelo de Closeburn
- Castelo de Comlongon
- Castelo de Drumlanrig
- Castelo de Lochmaben
- Castelo de Lochnaw
- Castelo de Park
- Castelo de Sanquhar
- Castelo de St. John
- Castelo de Torthorwald
- Castelo dos MacLellan
- Castelo Dundeugh
- Castelo Dunskey
- Castelo Earsltoun
- Castelo Edingham
- Castelo Eliock
- Castelo Hoddom
- Castelo Isle of Whithorn
- Castelo Kenmure
- Castelo Kennedy
- Castelo Lochinch
- Castelo Lochwood
- Castelo Morton
- Castelo Threave
- Castelo Tibbers
- Friar's Carse
- Torre Abbot's
- Torre Amisfield
- Torre Auchenrivock
- Torre Balmangan
- Torre Barjarg
- Torre Blackethouse
- Torre Blacklaw
- Torre Bonshaw
- Torre Boreland
- Torre Breckonside
- Torre Brydekirk
- Torre Castlemilk
- Torre Cornal
- Torre Crawfordton
- Torre Dalswinton
- Torre de Sorbie
- Torre Drumcoltran
- Torre Elshieshields
- Torre Fourmerkland
- Torre Frenchland
- Torre Gillesbie
- Torre Gilnockie
- Torre Glenae
- Torre Hills
- Torre Isle
- Torre Kirkconnell
- Torre Lag
- Torre Langholm
- Torre Lochar
- Torre Lochhouse
- Torre Lockerbie
- Torre Mellingshaw
- Torre Mouswald
- Torre Orchardton
- Torre Raecleugh
- Torre Repentance
- Torre Robgill

## Dundee

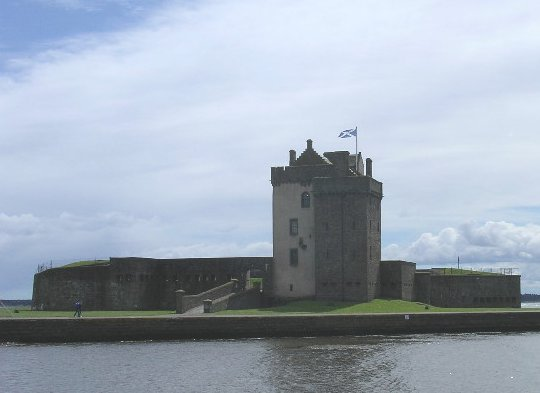
Castelo de Broughty.

- Castelo Claypotts
- Castelo de Broughty
- Castelo Dudhope
- Castelo Mains
- Castelo Powrie

## East Ayrshire

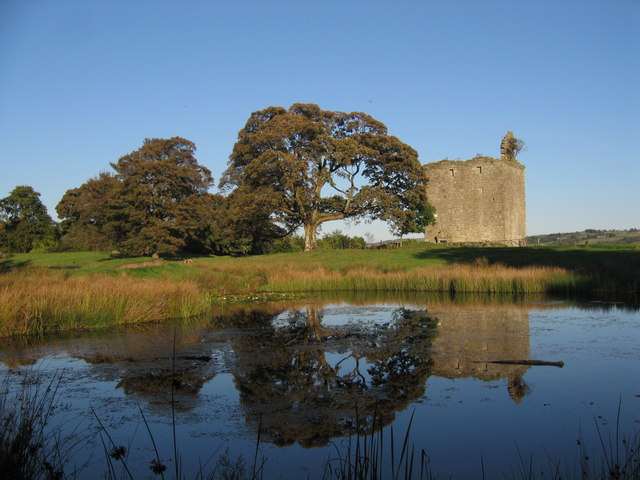
Castelo Barr.

- Castelo Aiket
- Castelo Auchencloigh
- Castelo Barr
- Castelo Busbie
- Castelo Caprington
- Castelo Carnell
- Castelo Cessnock
- Castelo Corsehill
- Castelo Craigie
- Castelo Craufurdland
- Castelo de Kilmaurs
- Castelo de Loudoun
- Castelo de Martnaham
- Castelo de Mauchline
- Castelo de Riccarton
- Castelo de Sorn
- Castelo de Trabboch
- Castelo Dean
- Castelo Dunlop
- Castelo Kerse
- Castelo Kingencleuch
- Castelo Lochdoon
- Castelo Polkelly
- Castelo Ravenscraig
- Castelo Robertland
- Castelo Rowallan
- Castelo Terringzean
- Torre Newmilns

## East Dunbartonshire
- Castelo Bardowie
- Castelo Craigend
- Castelo Lennox

## East Lothian

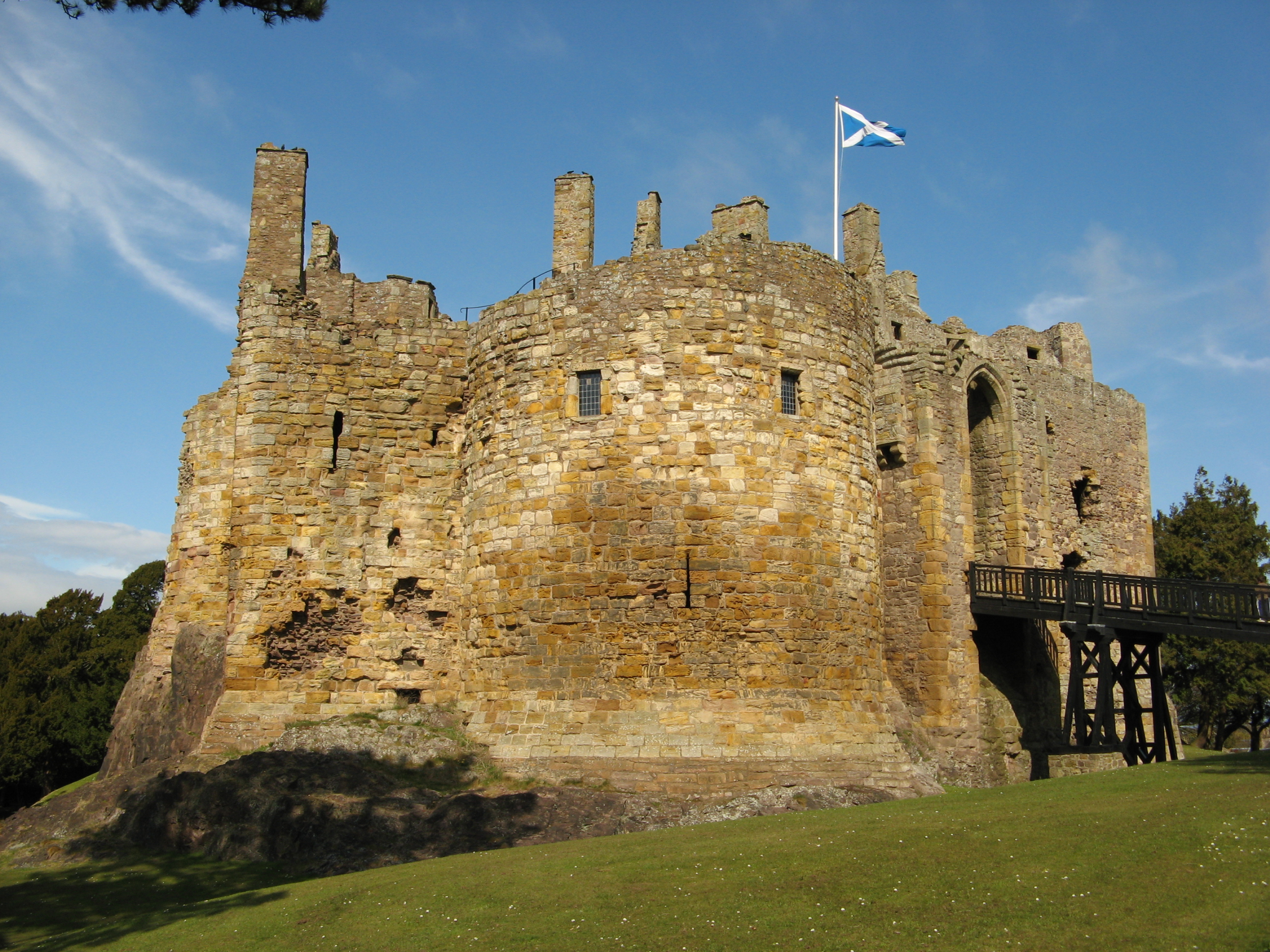
Castelo de Dirleton.

- Carberry House
- Castelo Auldhame
- Castelo Barnes
- Castelo Black
- Castelo de Ballencrieff
- Castelo de Bass Rock
- Castelo de Dirleton
- Castelo de Dunbar
- Castelo Fa'side
- Castelo Garleton
- Castelo Hailes
- Castelo Redhouse
- Castelo Tantallon
- Castelo Yester
- Keith Marischal House
- Luffness House
- Saltoun Hall
- Torre Fenton
- Torre Preston
- Torre Stoneypath
- Torre Whittingehame

## East Renfrewshire
- Castelo Caldwell
- Castelo Mearns
- Castelo Polnoon

## Edimburgo
- Castelo de Craigmillar
- Castelo de Craiglockhart
- Castelo Craigcrook
- Castelo Dundas
- Castelo de Edimburgo
- Castelo Lauriston
- Torre de Liberton
- Castelo Merchiston

## Falkirk

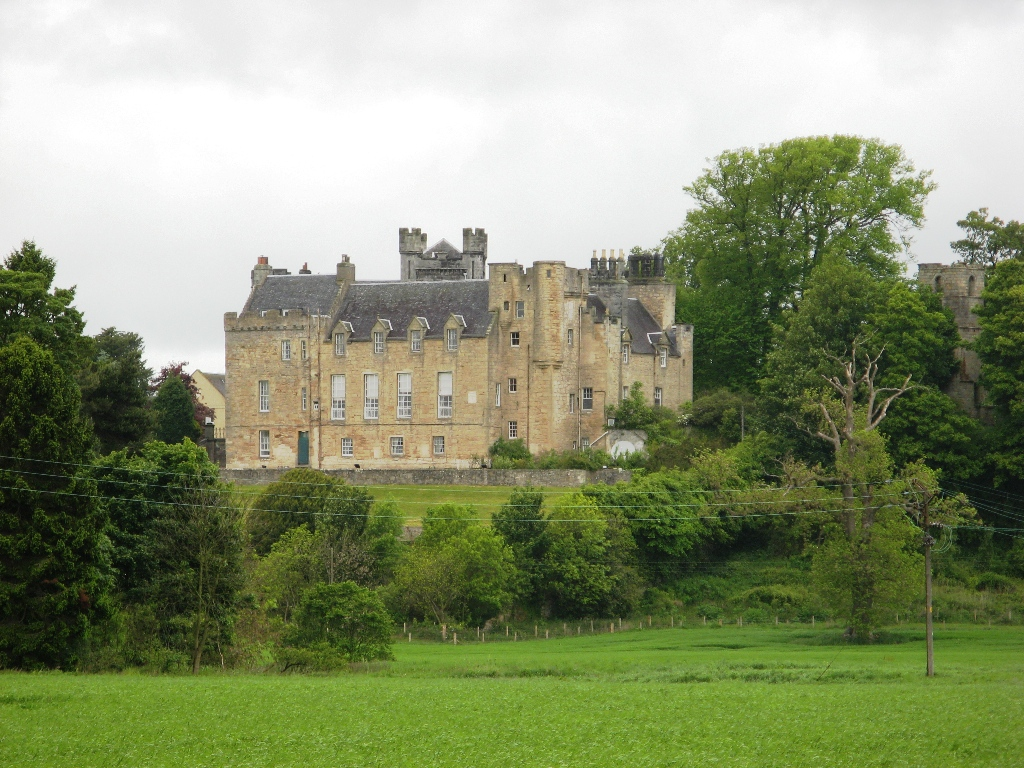
Castelo Airth.

- Castelo Airth
- Castelo Almond
- Castelo Blackness
- Castelo Castle Cary
- Torre Elphinstone

## Fife

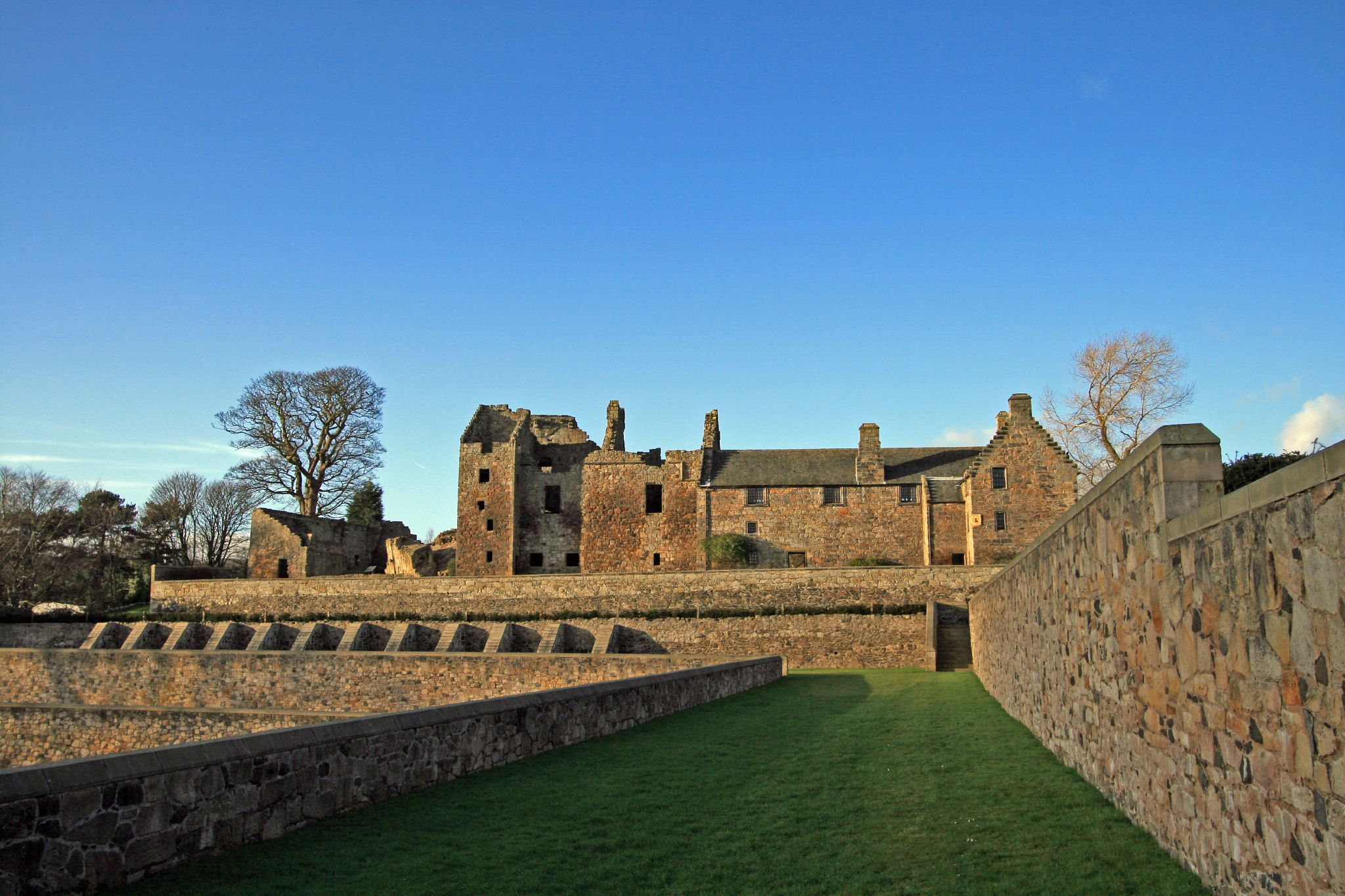
Castelo de Aberdour.

- Castelo Balgonie
- Castelo Ballinbreich
- Castelo Balwearie
- Castelo Collairnie
- Castelo Couston
- Castelo de Aberdour
- Castelo de Dairsie
- Castelo de Kellie
- Castelo de Rosyth
- Castelo de St. Andrews
- Castelo de Wemyss
- Castelo Denmylne
- Castelo Dunimarle
- Castelo Earlshall
- Castelo Fernie
- Castelo Fordell
- Castelo Lochore
- castelo Lordscairnie
- Castelo Macduff's
- Castelo Myres
- Castelo Newark
- Castelo Piteadie
- Castelo Pitreavie
- Castelo Pittarthie
- Castelo Ravenscraig
- Castelo Rossend
- Palácio de Culross
- Palácio de Falkland
- Palácio Halyards
- Rumgally House
- Torre Arnot
- Torre Scotstarvit

## Glasgow

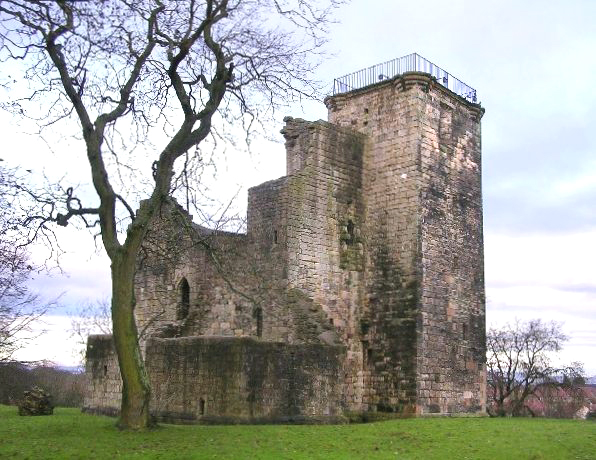
Castelo Crookston.

- Castelo Bishop's
- Castelo Cathcart
- Castelo Crookston
- Castelo de Partick
- Castelo Haggs

## Terras Altas

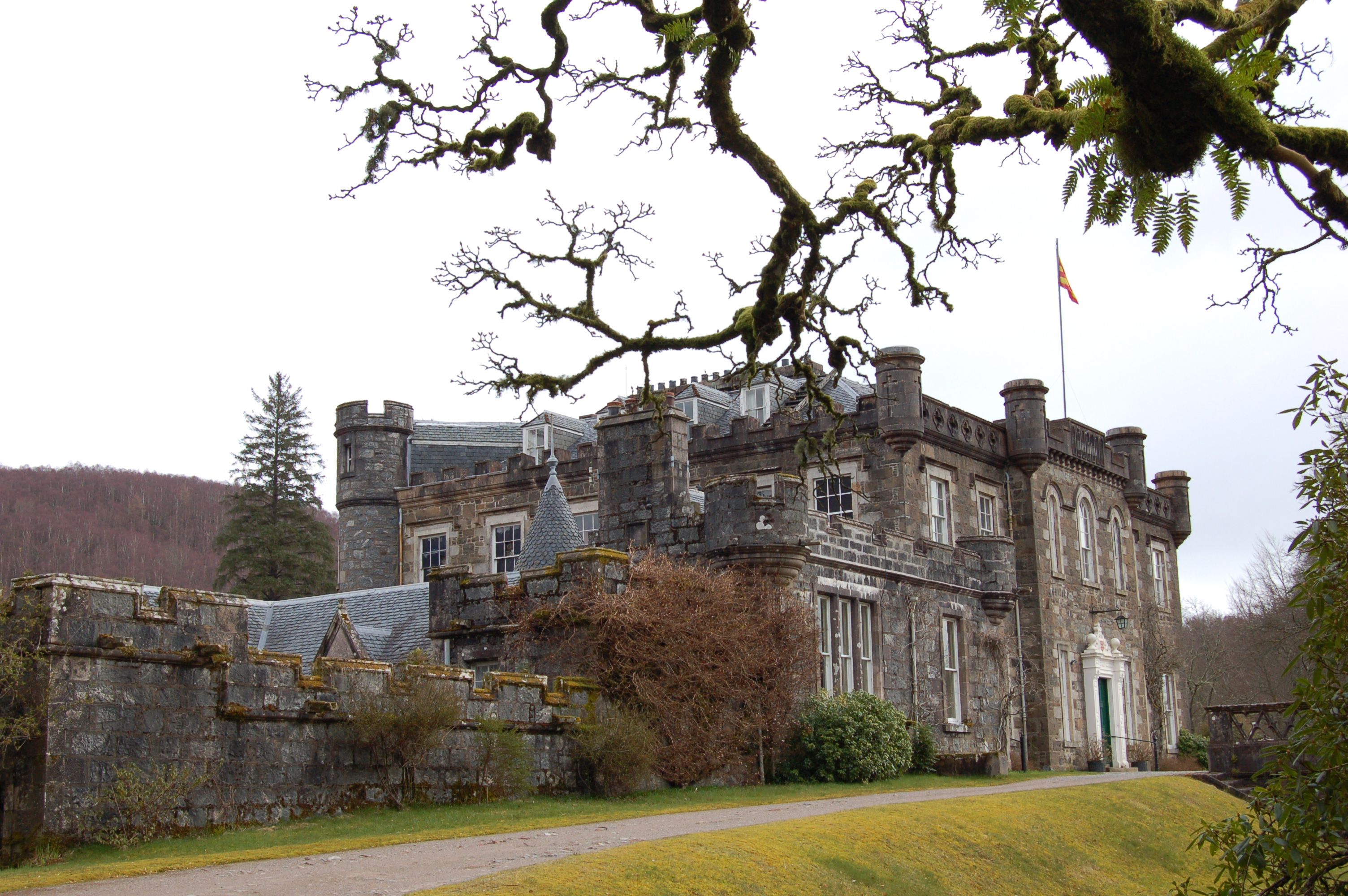
Castelo de Achnacarry.

- Castelo Ackergill
- Castelo Ardtornish
- Castelo Ardvreck
- Castelo Balnagown
- Castelo Borve
- Castelo Borve
- Castelo Braal
- Castelo Brahan
- Castelo Brims
- Castelo Carbisdale
- Castelo Chanonry of Ross
- Castelo Craig
- Castelo Dalcross
- Castelo de Achnacarry
- Castelo de Armadale
- Castelo de Beaufort
- Castelo de Dingwall
- Castelo de Dornoch
- Castelo de Dunbeath
- Castelo de Duntulm
- Castelo de Dunvegan
- Castelo de Eilean Donan
- Castelo de Forse
- Castelo de Keiss
- Castelo de Mey
- Castelo de Tioram
- Castelo de Urquhart
- Castelo Dounreay
- Castelo Dunrobin
- Castelo Dunscaith
- Castelo Erchless
- Castelo Foulis
- Castelo Glengarry
- Castelo Grant
- Castelo Helmsdale
- Castelo Invergarry
- Castelo Inverlochy
- Castelo Inverness
- Castelo Kilravock
- Castelo Kinloch
- Castelo Kinlochaline
- Castelo Knock
- Castelo Leod
- castelo Lochindorb
- Castelo Milntown
- Castelo Mingarry
- Castelo Moil
- Castelo Moniack
- Castelo Newmore
- Castelo Ormond
- Castelo Rait
- Castelo Scrabster
- Castelo Sinclair Girnigoe
- Castelo Skibo
- Castelo Strome
- Castelo Stuart
- Castelo Teaninich
- Castelo Tor
- Castelo Tulloch
- Castelo Varrich
- Cawdor Castle
- Dun Ringill
- Ormlie
- Redcastle

## Inverclyde

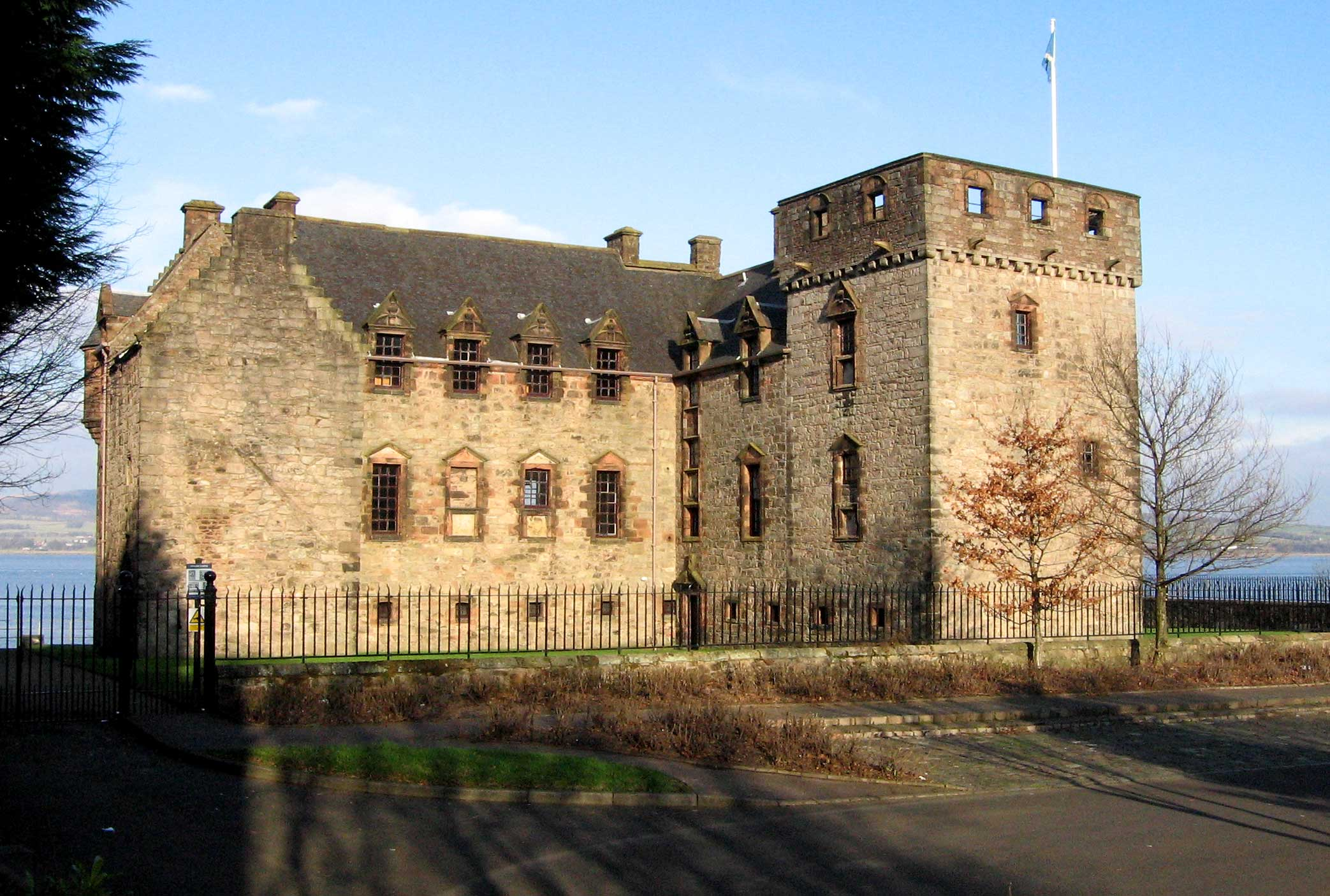
Newark Castle (Port Glasgow).

- Castelo Levan[1]
- Castelo Ardgowan
- Castelo de Easter Greenock
- Castelo de Wemyss
- Castelo Duchal
- Castelo Dunrod
- Newark Castle (Port Glasgow)

## Midlothian

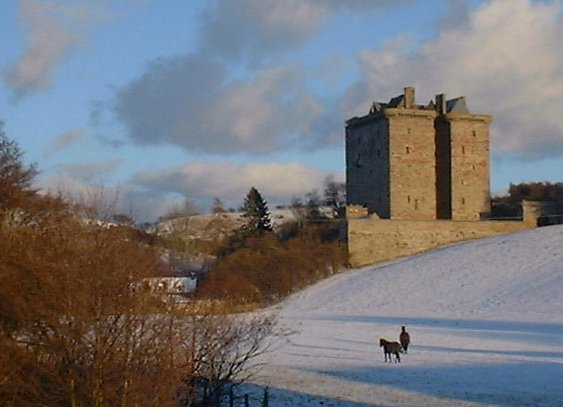
Castelo de Borthwick.

- Abadia de Newbattle
- Castelo Crichton
- Castelo Dalhousie
- Castelo de Borthwick
- Castelo de Roslin
- Castelo Hawthornden
- Castelo Melville
- Palácio de Dalkeith

## Moray

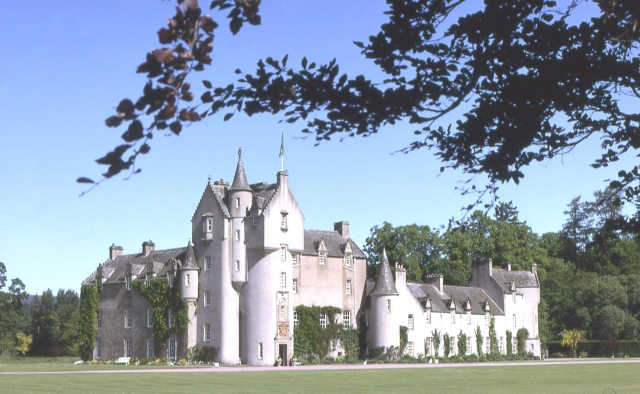
Castelo Ballindalloch.

- Castelo Aikenway
- Castelo Asliesk
- Castelo Auchindoun
- Castelo Ballindalloch
- Castelo Balvenie
- Castelo Blairfindy
- Castelo Blervie
- Castelo Brodie
- Castelo Craigneach
- Castelo Cullen
- Castelo Darnaway
- Castelo Deskie
- Castelo de Duffus
- Castelo de Elgin
- Castelo de Forres
- Castelo de Rothes
- Castelo de Rothiemay
- Castelo Drumin
- Castelo Dunphail
- Castelo Earnside
- Castelo Findochty
- Castelo Gauldwell
- Castelo Gordon
- Castelo Hempriggs
- Castelo Inverugie
- Castelo Kilbuaick
- Castelo Kinneddar
- Castelo Pitlurg
- Castelo Quarrelwood
- Castelo Skeith
- Castelo Stripe
- Castelo Tor
- Castelo Tronach
- Kininvie House
- Palácio de Spynie
- Torre Burgie
- Torre Coxton
- Torre Deskford

## North Ayrshire

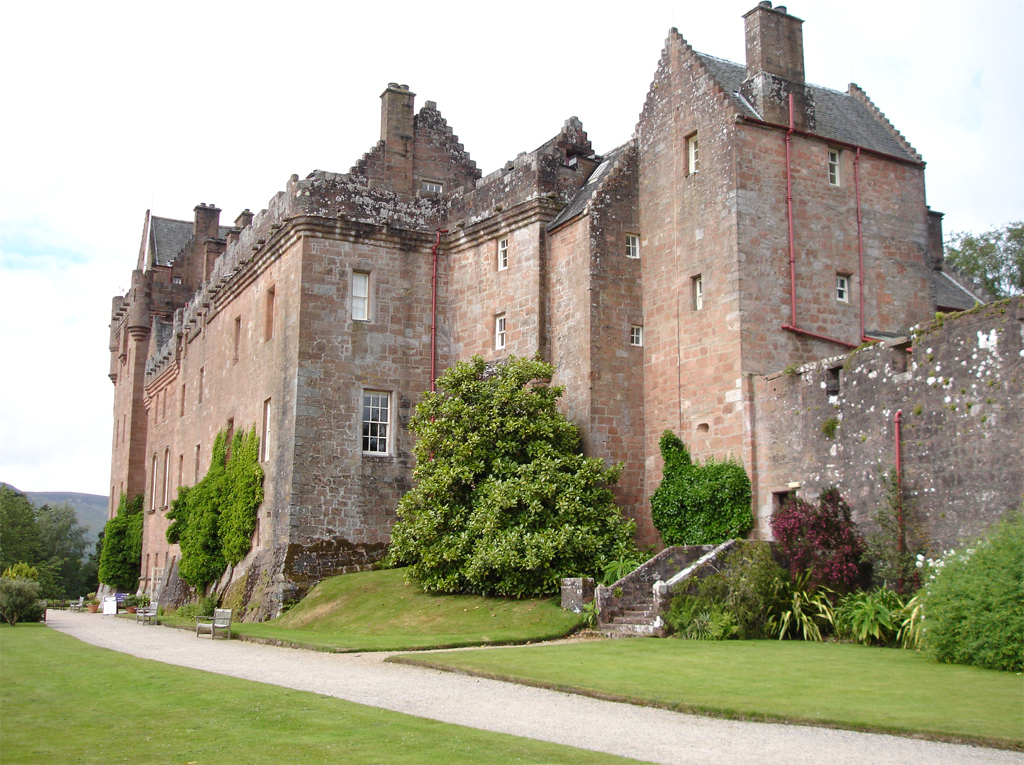
Castelo de Brodick.

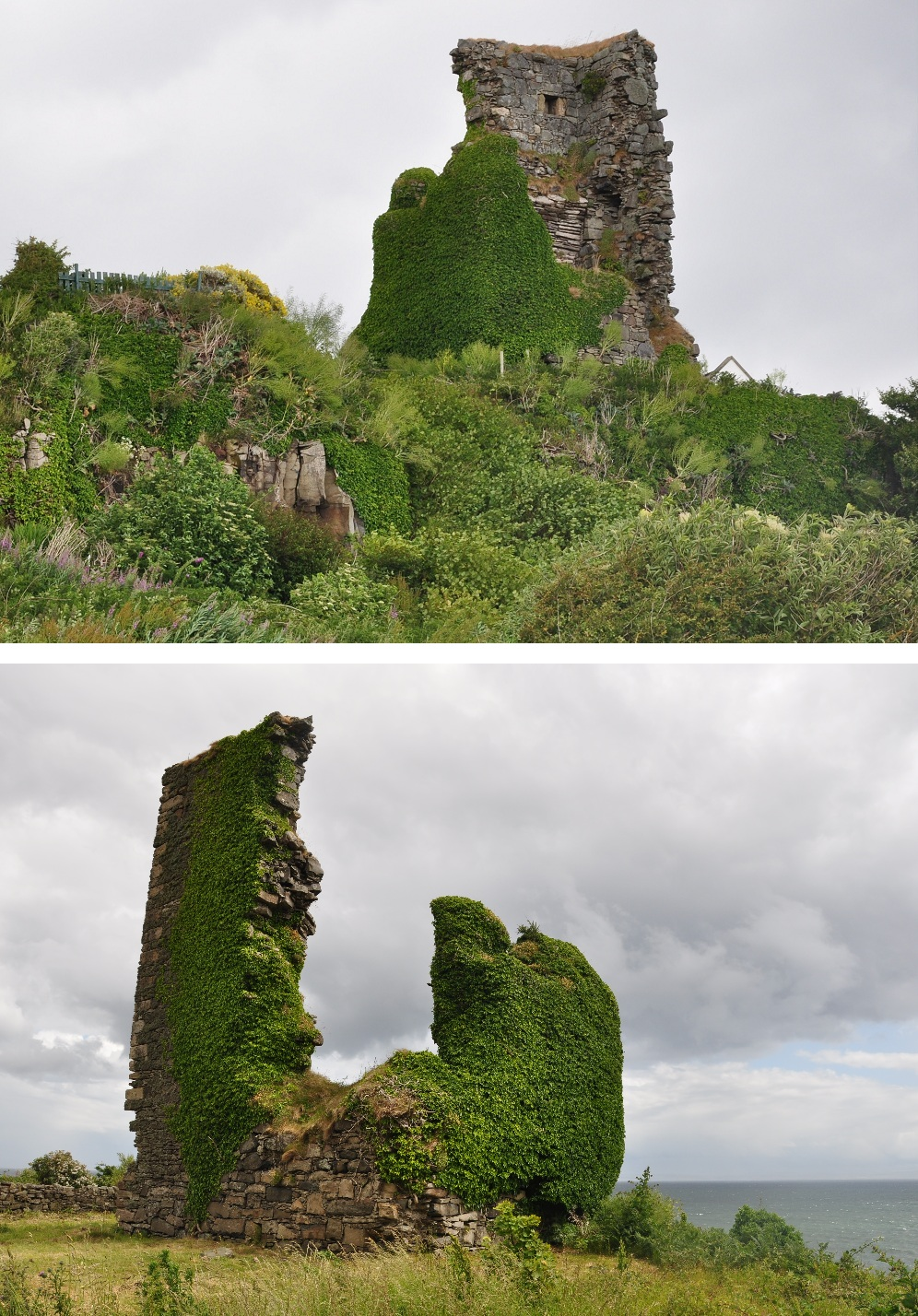
Castelo Kildonan

- Castelo Auchenharvie
- Castelo Broadstone
- Castelo Clonbeith
- Castelo Crosbie
- Castelo de Ailsa Craig
- Castelo de Ardrossan
- Castelo de Brodick
- Castelo de Cunninghamhead
- Castelo de Fairlie
- Castelo de Kilbirnie
- Castelo de Little Cumbrae
- Castelo de Lochranza
- Castelo de Montgreenan
- Castelo Eglinton
- Castelo Giffen
- Castelo Glengarnock
- Castelo Hessilhead
- Castelo Hill of Beith
- Castelo Kelburn
- Castelo Kerelaw
- Castelo Kildonan
- Castelo Law
- Castelo Pitcon
- Castelo Portencross
- Castelo Seagate
- Castelo Skelmorlie
- Castelo Stane

## North Lanarkshire

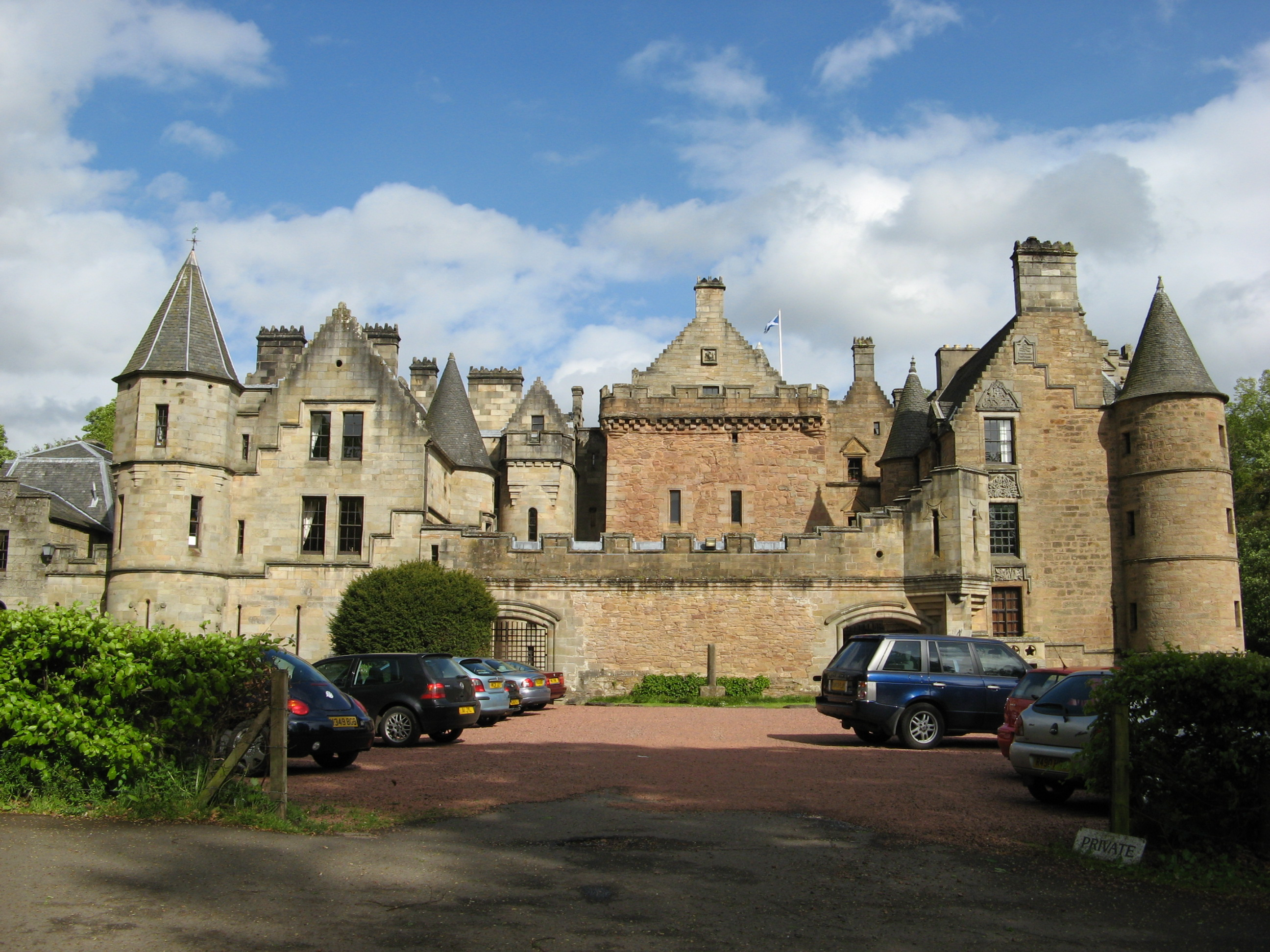
Castelo Dalzell.

- Castelo Bedlay
- Castelo Dalzell

## Órcades

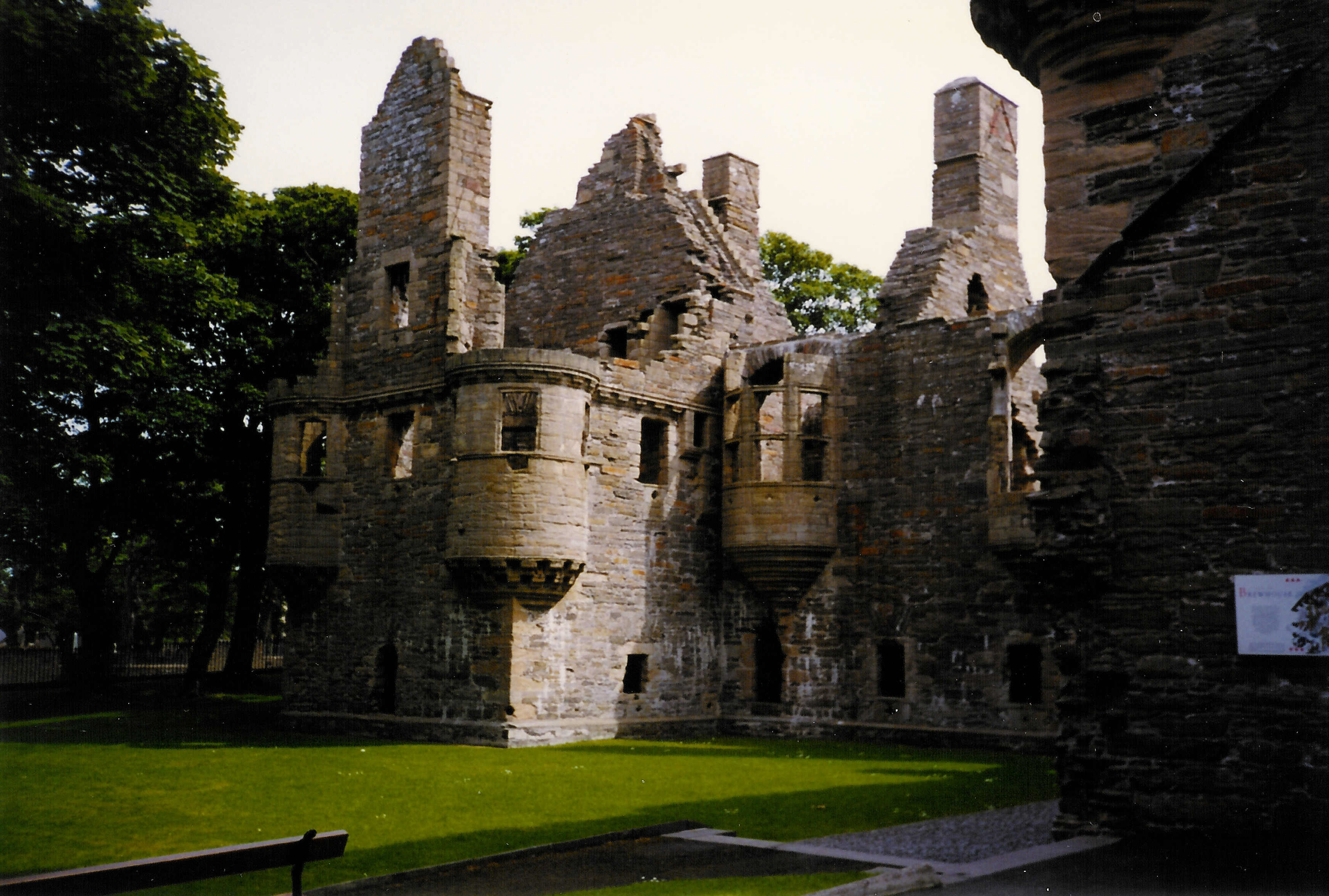
Palácio do Conde.

- Castelo Balfour
- Castelo de Kirkwall
- Castelo Noltland
- Palácio do Bispo (Kirkwall)
- Palácio do Conde (Kirkwall)
- Palácio do Conde (Birsay)

## Perth and Kinross

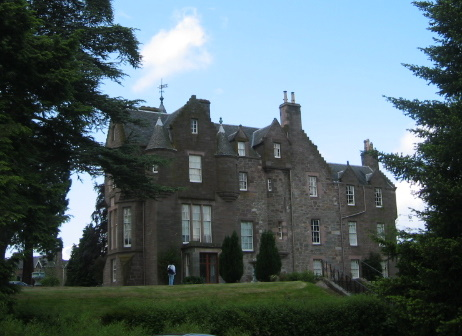
Castelo Balhousie.

- Castelo Ardblair
- Castelo Ashintully
- Castelo Balhousie
- Castelo Black
- Castelo Blackcraig
- Castelo Blair
- Castelo Burleigh
- Castelo Cluggy
- Castelo Craighall
- Castelo Dalnagar
- Castelo de Kinfauns
- Castelo de Kinnaird
- Castelo de Lochleven
- Castelo de Methven
- Castelo de Perth
- Castelo Drummond
- Castelo Dupplin
- Castelo Elcho
- Castelo Finlarig
- Castelo Forter
- Castelo Huntingtower
- Castelo Huntly
- Castelo Meggernie
- Castelo Megginch
- Castelo Menzies
- Castelo Murthly
- Castelo Newton
- Castelo Taymouth
- Castelo Tullibole
- Torre Balvaird
- Torre de Lethendy

## Renfrewshire

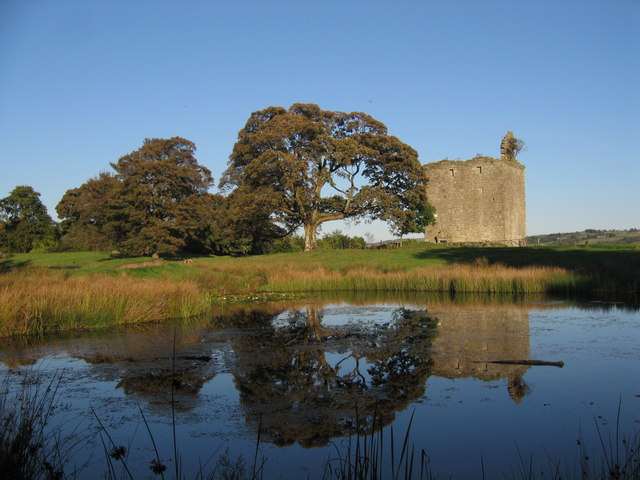
Castelo Barr.

- Blackhall Manor
- Castelo Barr[2]
- Castelo Cochrane
- Castelo de Johnstone
- Castelo de Renfrew
- Castelo Erskine
- Castelo Gryffe
- Castelo Hawkhead
- Castelo Houston
- Castelo Inch
- castelo Inchinnan
- Castelo Ranfurly
- Castelo Semple
- Castelo Stanely
- Torre Belltrees
- Torre Auchenbathie

## Scottish Borders

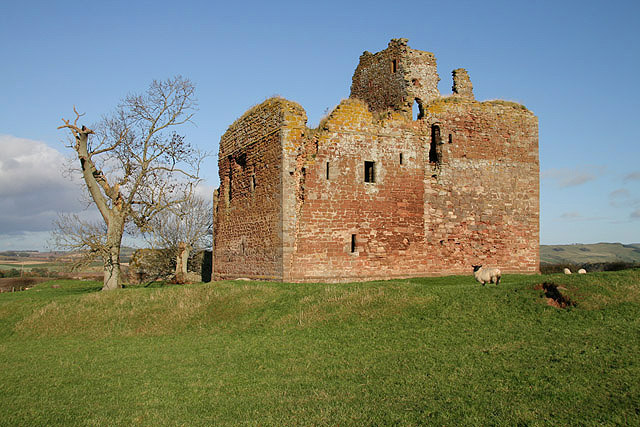
Castelo Cessford.

- Castelo Branxholme
- Castelo Cessford
- Castelo de Ayton
- Castelo de Cranshaws
- Castelo de Duns
- Castelo de Hume
- Castelo de Jedburgh
- Castelo de Peebles
- Castelo de Roxburgo
- Castelo de Thirlestane
- Castelo Drochil
- Castelo Edrington
- Castelo Fast
- Castelo Fatlips
- Castelo Ferniehirst
- Castelo Floors
- Castelo Hermitage
- Castelo Neidpath
- Castelo Newark
- Castelo Venlaw
- Castelo Wedderburn
- Nisbet House
- Torre de Kirkhope
- Torre de Smailholm
- Torre Dryhope
- Torre Fulton
- Torre Greenknowe
- Torre Mervinslaw
- Torre Whitslaid
- Traquair House

## Shetland

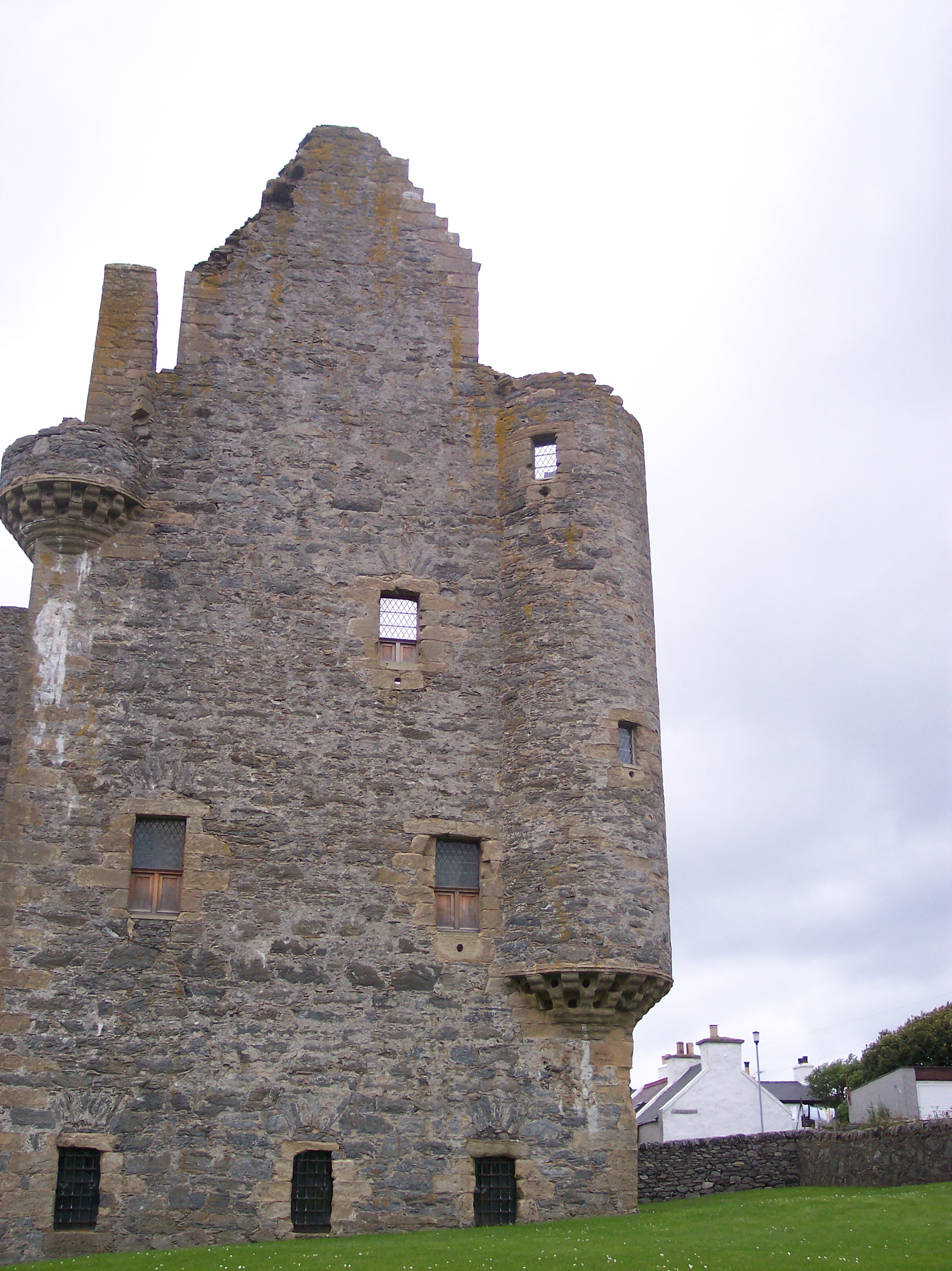
Castelo Scalloway

- Castelo Muness
- Castelo Scalloway

## South Ayrshire

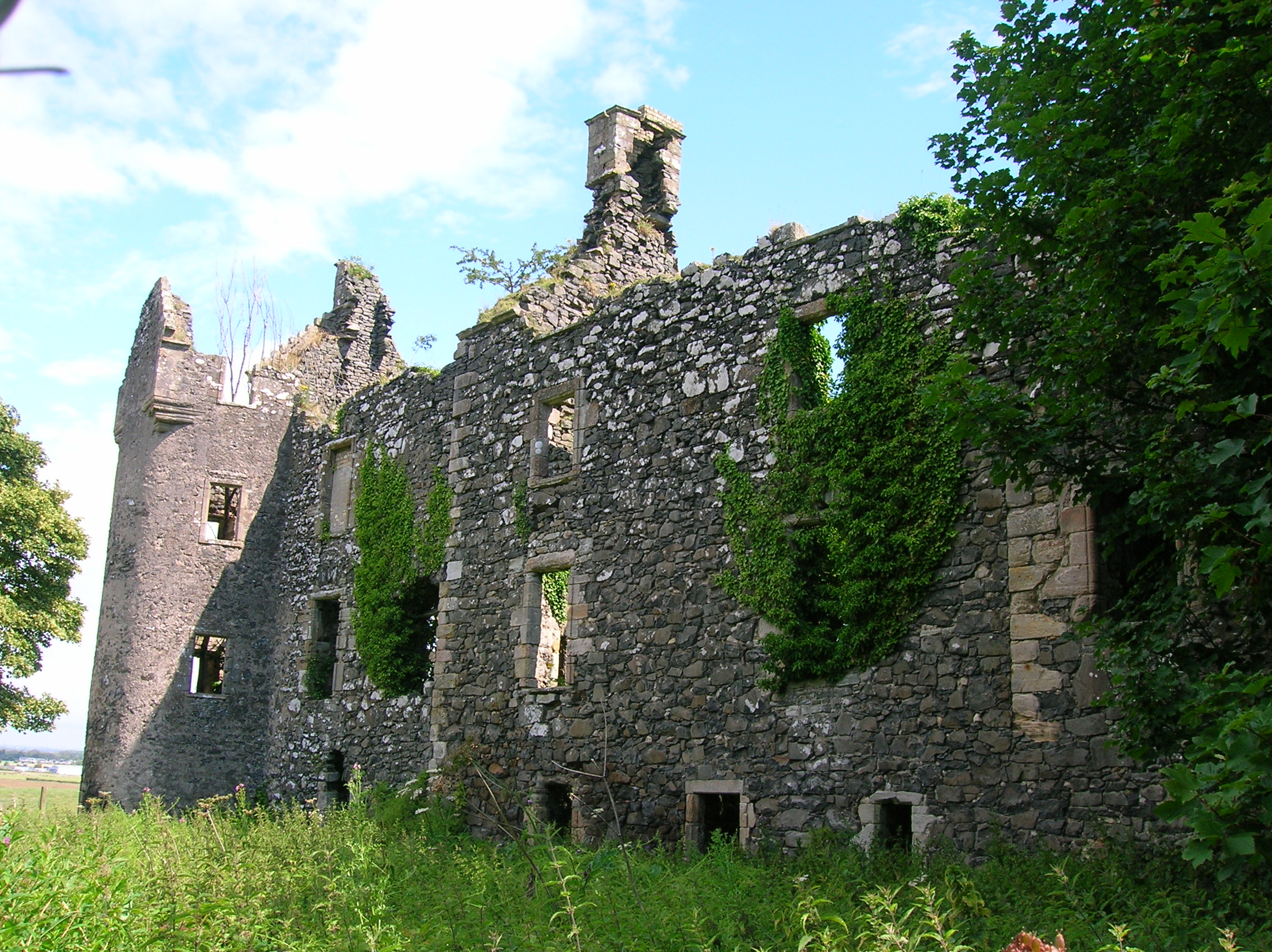
Castelo Auchans.

- Castelo Blairquhan
- Castelo Auchans
- Castelo Baltersan
- Castelo Barnweill
- Castelo de Craigie
- Castelo de Culzean
- Castelo de Dundonald
- Castelo de Dunure
- Castelo de Maybole
- Castelo Dunduff
- Castelo Fail
- Castelo Glenapp
- Castelo Greenan
- Castelo Penkill
- Castelo Sundrum
- Castelo Thomaston
- Castelo Turnberry

## South Lanarkshire

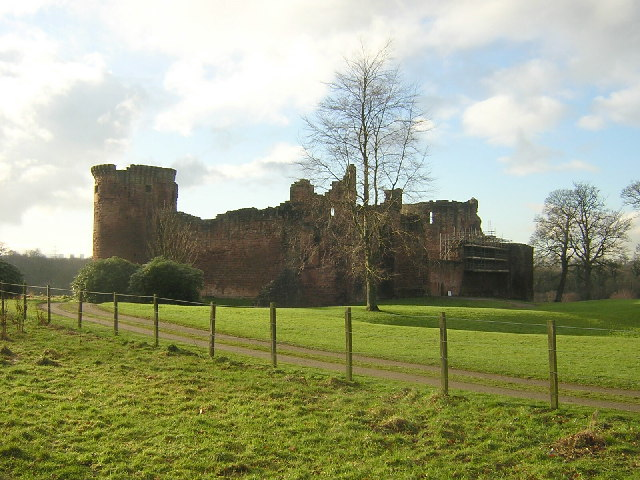
Castelo de Bothwell.

- Castelo Cadzow
- Castelo Calderwood
- Castelo Craignethan
- Castelo Crawford
- Castelo de Bothwell
- Castelo de Douglas
- Castelo de Rutherglen
- Castelo de Tarbrax
- Castelo Farme
- Castelo Gilbertfield
- Castelo Lee
- Castelo Mains
- Castelo Strathaven
- Torre Hallbar

## Stirling

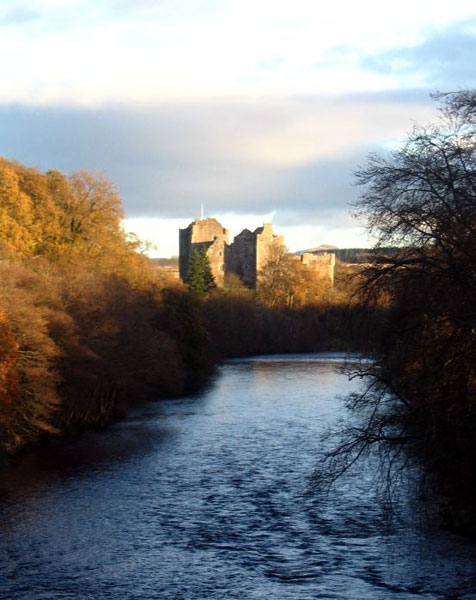
Castelo de Doune.

- Castelo Airthrey
- Castelo Ballikinrain
- Castelo Craigend
- Castelo de Culcreuch
- Castelo de Doune
- Castelo de Stirling
- Castelo Edinample
- Castelo Mugdock
- Torre Plean
- Buchanan Castle

## West Dunbartonshire

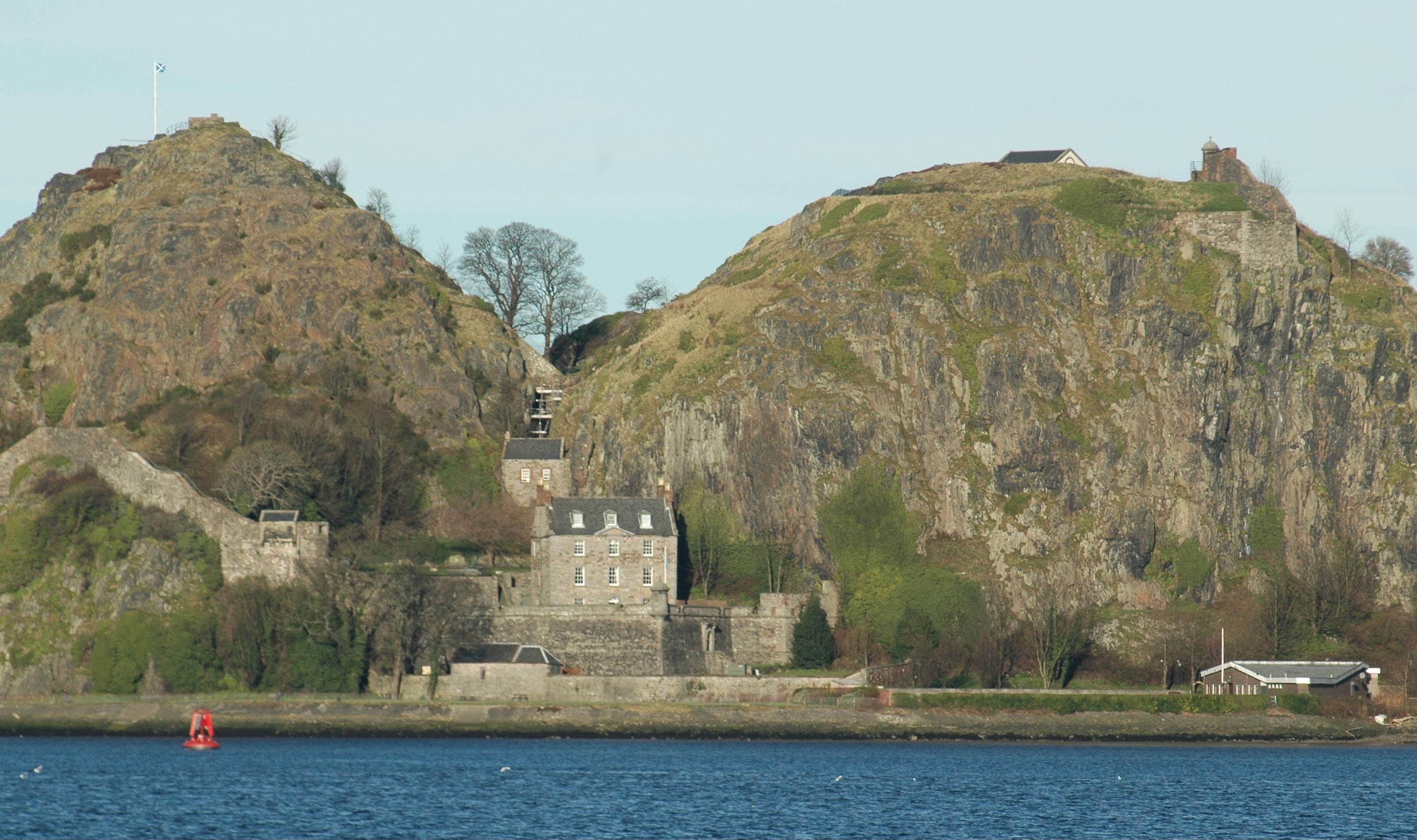
Castelo de Dumbarton.

- Castelo Balloch[3]
- Castelo de Dumbarton
- Castelo Dunglass

## West Lothian

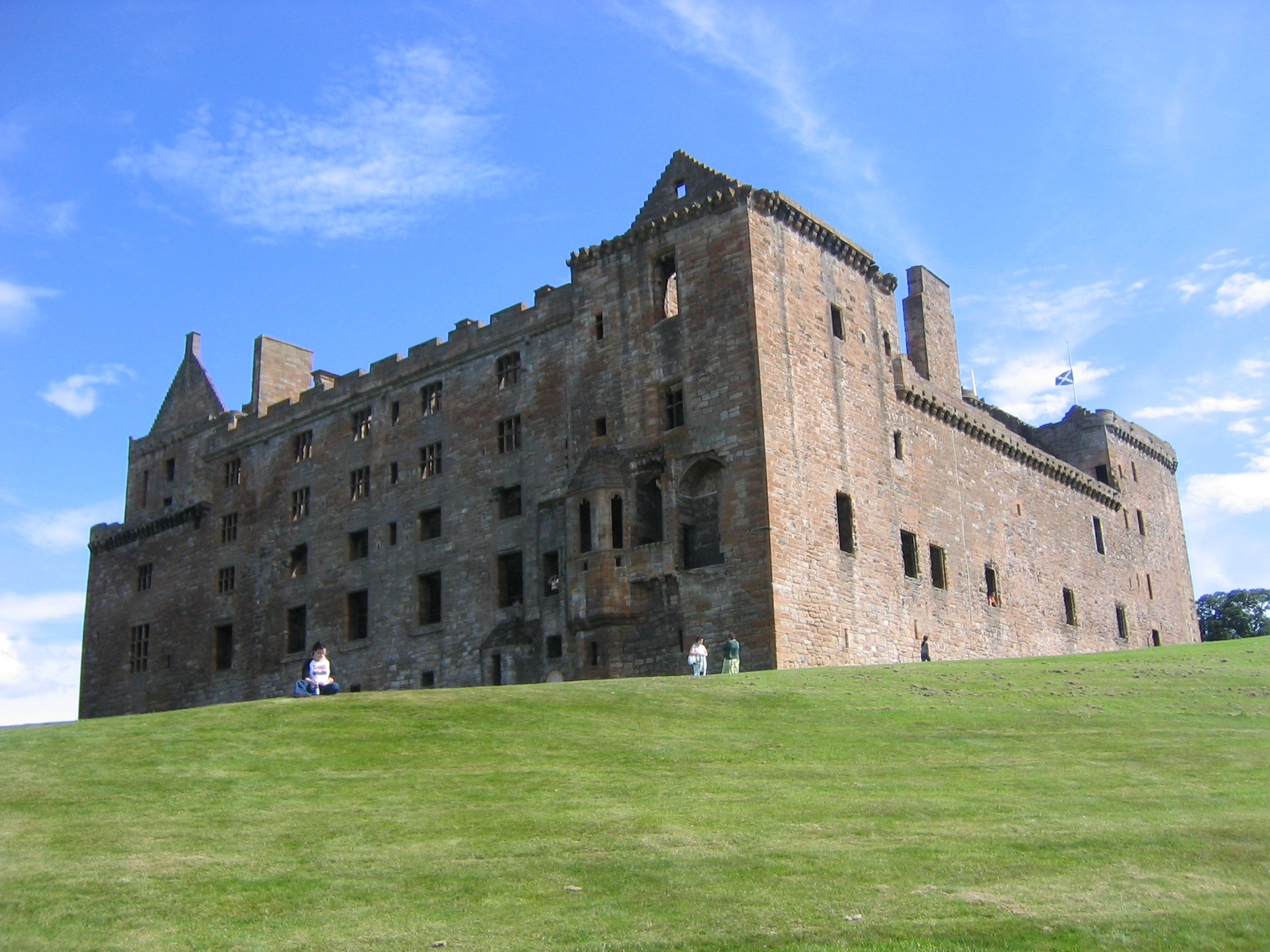
Palácio de Linlithgow.

- Castelo Duntarvie
- Palácio de Linlithgow
- Castelo Midhope
- Castelo Niddry
- House of the Binns

## Hébridas Exteriores(Na h-Eileanan an Iar)

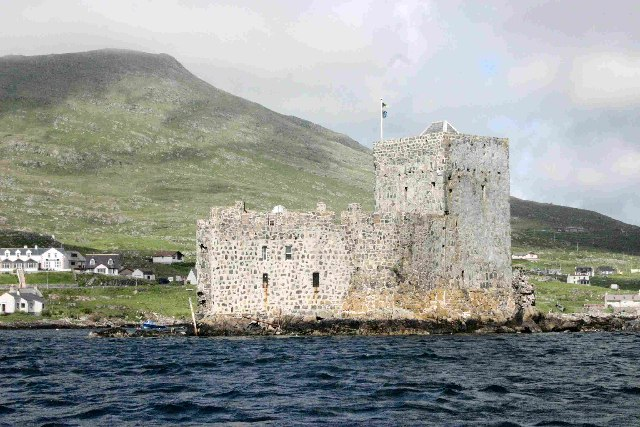
Castelo Kisimul.

- Castelo Amhuinnsuidhe
- Castelo Ardvourlie
- Castelo Borve
- Castelo de Calvay
- Castelo Kisimul
- Castelo Lews
- Castelo Ormacleit